# Județele antebelice ale Regatului României

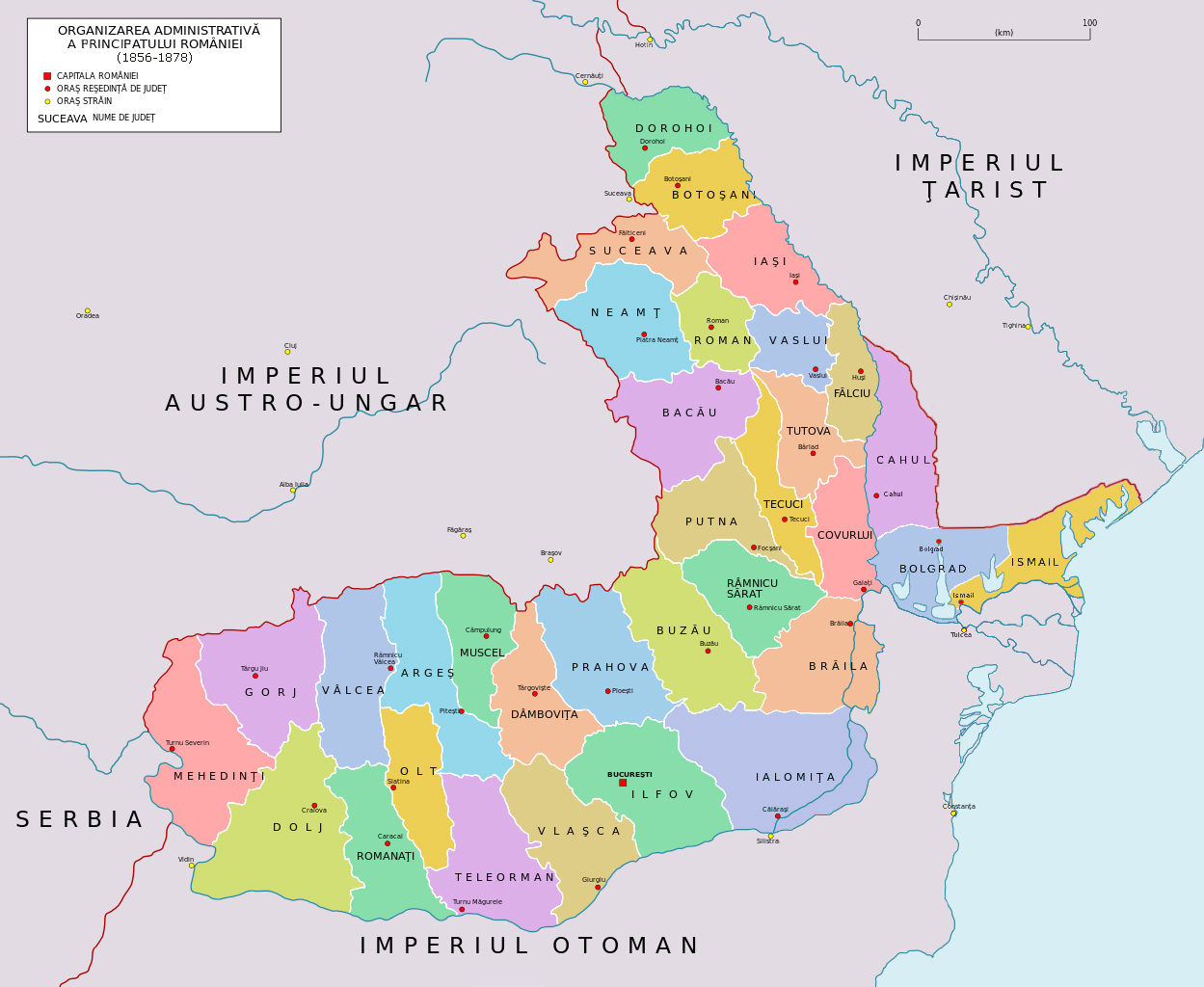
Judeţele României între 1859-1878

Județele României între 1878 și 1913.

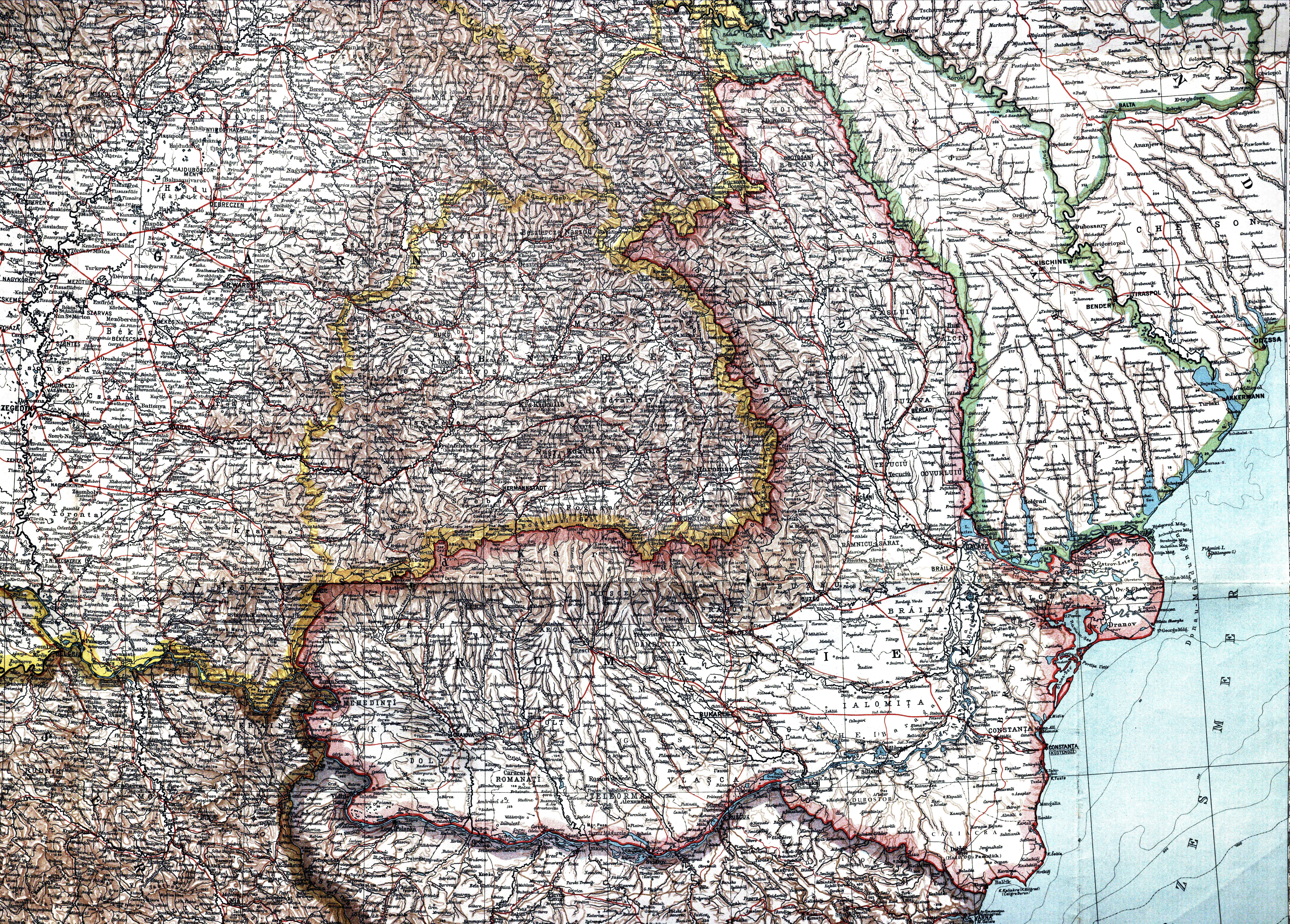
Regatul României în perioada 1913-1918, după obținerea Cadrilaterului

Județul era unitatea administrativ-teritorială existentă în Regatul României încă în perioada antebelică (înainte de Primul Război Mondial). Această împărțire a teritoriului în județe este atestată documentar în Țara Românească încă din secolul al XV-lea (a se vedea articolele Județul Jaleș și Județul Săcuieni). Moldova era împărțită în diviziuni administrative numite ținuturi, care erau perfect echivalente județelor.

## Județe (1878 - 1913)
1. Argeș - Pitești
2. Bacău - Bacău
3. Botoșani - Botoșani
4. Brăila - Brăila
5. Buzău - Buzău
6. Constanța - Constanța
7. Covurlui - Galați
8. Dâmbovița - Târgoviște
9. Dolj - Craiova
10. Dorohoi - Dorohoi
11. Fălciu - Huși
12. Gorj - Târgu Jiu
13. Ialomița - Călărași
14. Iași - Iași
15. Ilfov - București
16. Mehedinți - Turnu Severin
17. Muscel - Câmpulung
18. Neamț - Piatra Neamț
19. Olt - Slatina
20. Prahova - Ploiești
21. Putna - Focșani
22. Râmnicu Sărat - Râmnicu Sărat
23. Roman - Roman
24. Romanați - Caracal
25. Silistra Nouă - Rasova / Cernavodă / Medgidia (încorporat în 1879 în județul Constanța)
26. Suceava - Fălticeni
27. Tecuci - Tecuci
28. Teleorman - Turnu Măgurele
29. Tulcea - Tulcea
30. Tutova - Bârlad
31. Vaslui - Vaslui
32. Vâlcea - Râmnicu Vâlcea
33. Vlașca - Giurgiu

## Cadrilaterul
Cadrilaterul reprezintă partea de sud a Dobrogei, mărginită de Dunăre, respectiv râurile Beli Lom și Kamchiya și Marea Neagră. Numele înseamnă „patrulater” și provine de la cele patru cetăți turcești care alcătuiau un sistem defensiv în nord-estul Bulgariei: Silistra, Ruse, Shumen și Varna și, a intrat în componența României ca urmare a participării sale la cel de-al Doilea Război Balcanic, în 1913.
Acesta a fost organizat în două județe:
- 34. Județul Caliacra, cu reședința la Bazargic (alte localități urbane erau Balcic și Cavarna; trei plăși, Balcic, Casim și Ezibei).
- 35. Județul Durostor, cu reședința la Silistra (alte localități urbane erau Ostrov și Turtucaia; patru plăși Acandânlar, Curtbunar, Silistra și Turtucaia.)

## Alte articole conexe
- Județele României
- Lista județelor și a plășilor din România interbelică
- Orașele interbelice ale Regatului României
- Regiunile Republicii Populare Române